# Ryan Johnson (Freestyle-Skier)
Ryan Johnson (* 13. September 1974 in Mississauga) ist ein ehemaliger kanadischer Freestyle-Skier. Er startete in den Buckelpisten-Disziplinen Moguls und Dual Moguls.

## Werdegang
Johnson nahm im Januar 1996 in Blackcomb erstmals im Weltcup und errang dort den 38. Platz im Moguls. In der Saison 1996/97 erreichte er in Tignes mit dem dritten Platz im Moguls seine erste Podestplatzierung im Weltcup und holte im Moguls in Breckenridge seinen ersten Weltcupsieg. Damit sprang er auf den 29. Platz im Gesamtweltcup und auf den zehnten Rang im Moguls-Weltcup. Bei den Weltmeisterschaften 1997 im Iizuna Kōgen Sukī-jō belegte er den 13. Platz und bei den Olympischen Winterspielen 1998 in Nagano den siebten Rang im Moguls. In der Saison 1998/99 kam er viermal unter den ersten Zehn und erreichte mit dem 17. Platz im Gesamtweltcup sowie den siebten Rang im Moguls-Weltcup seine besten Gesamtergebnisse. Bei den Weltmeisterschaften 1999 in Meiringen-Hasliberg belegte er den 28. Platz und bei den Weltmeisterschaften 2001 in Whistler den 16. Rang im Moguls-Wettbewerb. In seiner letzten Saison als aktiver Sportler 2001/02 siegte er im Dual Moguls in Madarao letztmals im Weltcup und errang in Saint-Lary den dritten Platz im Moguls. Beim Saisonhöhepunkt, den Olympischen Winterspielen 2002 in Salt Lake City, wurde er erneut Siebter im Moguls und beendete die Saison auf dem 19. Platz im Moguls-Weltcup sowie auf dem zehnten Rang im Dual-Moguls-Weltcup.

## Erfolge

### Olympische Spiele
- 1998 Nagano: 7. Platz Moguls
- 2002 Salt Lake City: 7. Platz Moguls

### Weltmeisterschaften
- 1997 Iizuna Kōgen: 13. Platz Moguls
- 1999 Meiringen-Hasliberg: 28. Platz Moguls
- 2001 Whistler: 16. Platz Moguls

### Weltcupsiege
Johnson nahm an 54 Weltcups teil und erreichte 12 Top-Zehn-Platzierungen sowie vier Podestplatzierungen.
| Datum           | Ort          | Land               | Disziplin   |
| --------------- | ------------ | ------------------ | ----------- |
| 24. Januar 1997 | Breckenridge | Vereinigte Staaten | Moguls      |
| 9. März 2002    | Madarao      | Japan              | Dual Moguls |

### Weltcup-Gesamtplatzierungen
| Saison    | Gesamt | Gesamt | Moguls | Moguls | Dual Moguls | Dual Moguls |
| Saison    | Punkte | Platz  | Punkte | Platz  | Punkte      | Platz       |
| --------- | ------ | ------ | ------ | ------ | ----------- | ----------- |
| 1995/96   | 22     | 70.    | 172    | 25.    | 4           | 43.         |
| 1996/97   | 63     | 29.    | 316    | 10.    | 16          | 42.         |
| 1997/98   | 23     | 75.    | 116    | 31.    | 12          | 32.         |
| 1998/99   | 66     | 17.    | 264    | 7.     | 40          | 28.         |
| 1999/2000 | –      | –      | –      | –      | 44          | 22.         |
| 2000/01   | 42     | 38.    | 168    | 20.    | –           | –           |
| 2001/02   | 40     | 42.    | 240    | 19.    | 104         | 10.         |